# Real Central New Jersey
O Real Central New Jersey é um clube de futebol de Mercer County, New Jersey que compete na Divisão Metropolitana da USL League Two. Atualmente jogam a 2021 USL League Two.

## História
O clube marcará o primeiro time de futebol a jogar no Condado de Mercer desde o Penn-Jersey Spirit da agora extinta liga American Professional Soccer League, disputada pela última vez em 1991.  Como o Spirit, RCNJ também jogará no Lions Stadium do The College of New Jersey . 